# (1705) Tapio
(1705) Tapio es un asteroide perteneciente al cinturón de asteroides descubierto el 26 de septiembre de 1941 por Liisi Oterma desde el observatorio de Iso-Heikkilä en Turku, Finlandia.
Está nombrado por Tapio, un personaje del poema épico finés Kalevala.